# Tinodes estivalsi
Tinodes estivalsi là một loài Trichoptera trong họ Psychomyiidae. Chúng phân bố ở vùng nhiệt đới châu Phi.